# Ivan Alekszandrovics Pirjev
Ivan Alekszandrovics Pirjev (oroszul: Иван Александрович Пырьев; Kameny, (ma: Kameny-na-Obi ), Oroszország, 1901. november 17. – Moszkva, 1968. február 7.) orosz szovjet filmrendező. A hangos film első két évtizedében készített filmvígjátékai tették ismertté. Rövid ideig az Iszkussztvo Kino című folyóirat főszerkesztője (1945–1946).

## Élete
Az Altaj egy kisvárosában, az Ob parti Kamenyben (ma: Kameny-na-Obi) született. Hároméves volt, amikor apját egy verekedésben megölték.  
Szinte még gyerekként harcolt az első világháborúban, 1918-ban beállt vöröskatonának. Egy színházi stúdióban kezdett tanulni, részt vett az Urál-vidéki proletkult mozgalom szervezésében. Közben barátságot kötött leendő pályatársával, a szintén vígjátékokkal nevet szerzett Grigorij Alekszandrovval és vele együtt 1921-ben Moszkvába utazott. Szerepelt kísérleti színházakban és föltűnt Eisenstein korai rövidfilmjében, a Glumov naplójában is. 1923-ban elvégzett egy színiiskolát.

## Filmrendezői pályája
Filmes pályáját rendezőasszisztensként kezdte Jurij Tarics mellett. Első önálló rendezése még némafilm volt, „a maradi családi erkölcs szatírája” (Az idegen asszony, 1929). Hangos filmjeiben először komolyabb, agitatív témákkal próbálkozott: a munkanélküliek nem vállalnak munkát egy nyugati ország fegyvergyárában (A halál futószalagja); egy moszkvai üzemben az emberek bizalmába férkőzött külföldi ügynököt lepleznek le, akiről kiderül, hogy kulákfiú és gyilkos is (Párttagsági könyv, „az évtized talán legízléstelenebb filmje.”) A két film női főszerepét a rendező első felesége, Ada Vojcik játszotta.
E két filmje után Pirjev visszatért első munkája könnyed hangvételéhez, műfaja a falusi környezetben játszódó vígjáték lett. Ez a váltás második feleségével, Marina Ladinyinával való közös munkájuk kezdetét is jelentette. 1935-ben ismerkedtek meg, a rendező hatására Ladinyina végleg szakított a színházzal és közel húsz éven át férje minden filmjében főszerepet játszott. Pirjev a zenés filmvígjáték specialistája lett.
Első közös munkájuk, A gazdag menyasszony című filmben (1937) a betakarítási munkákban élenjáró kolhozista lány az ugyancsak élenjáró traktoristába szerelmes, és a féltékeny könyvelő mesterkedései ellenére a fiatalok végül egymáséi lesznek. A Traktoristák (magyar címváltozata: Boldog ifjúság, (1939) szintén ukrajnai kolhozban játszódik, „daloló aratónők és harmonikázó traktoristák között”; a hősnő itt is a legkiválóbb traktoristához megy feleségül. Az utóbbiban alakította első jelentősebb filmszerepét Borisz Andrejev, a férfi főszerepet Nyikolaj Krjucskov játszotta. A kolhozélet idealizált, „lakkozott” ábrázolása ellenére a film hatalmas sikert aratott.
A világháború még be sem fejeződött, amikor a rendező már elkészítette a háborús témát zenés vígjátékként feldolgozó, patetikus filmjét (Este 6-kor háború után, 1944): a régi szerelmesek a háború után, az évekkel korábban megbeszélt helyen és időpontban újra találkoznak. Pirjev „a háború után is csak semmitmondó, apologetikus vígjátékokat rendezett.” (Szibériai rapszódia, Vidám vásár).
Vígjátékai jelentősen hozzájárultak a sztálini Szovjetunió megtévesztően kedvező képének kialakításához belföldön és külföldön egyaránt. Ebben része volt Dunajevszkij és Hrennyikov filmzenéjének is, a filmekben elhangzó énekes betétek, például a „Te büszke kozák…” (Vidám vásár) évtizedekig slágerként éltek tovább a szovjet emberekben. A filmek hivatalos elismerése sem maradt el: Pirjev hat, feleségével együtt összesen tíz (tizenegy?) alkalommal kapott Sztálin díjat, bárki másnál többet.

### Sztálin halála után
A Sztálin halálával alapvetően megváltozott helyzetben Pirjev is változtatásra szánta el magát. Pályájának utolsó évtizedében három Dosztojevszkij-művet vitt filmre, mindhárom forgatókönyvét maga írta. A félkegyelmű (csak első része készült el) és a Fehér éjszakák esetében: „Bár Pirjev szóról szóra követi az eredetit, és nem akar többet nyújtani pontos film-konzervnél: atmoszférateremtő tehetsége felülemeli filmjeit a szokásos kötelező olvasmány-filmváltozatoknál… bár kicsit konzervatív, de tiszteletre méltó és kétségkívül magávalragadó Dosztojevszkij-fordítások…” Egy másik hazai méltatójuk szintén a rendező atmoszférateremtő erejét emelte ki, és a művek felületes megközelítését, valamint az ábrázolás túlzásait tartotta elsősorban hiányosságnak. A félkegyelmű címszerepében Jurij Jakovlev nevét ismerhette meg a világ. A Fehér éjszakák férfi főszerepét Oleg Sztrizsenov játszotta, míg a női főszerepet a rendező akkori új üdvöskéjére, Ljudmila Marcsenkóra osztotta.
A harmadik Dosztojevszkij-mű, a A Karamazov testvérek filmváltozata nem teljesen Pirjev műve, a forgatás idején infarktusban halt meg. A filmet két főszereplője, Kirill Lavrov és Mihail Uljanov irányításával fejezték be. 1969-ben Oscar-díjra jelölték a legjobb idegen nyelvű film kategóriájában.
Ivan Pirjev rendezői munkája mellett az orosz, szovjet film szervezésében, irányításában is fontos szerepet játszott. Sok éven át a filmügyi minisztérium művészeti tanácsának elnökhelyettesi tisztét töltötte be. 1954–1957 között a Moszfilm Stúdió igazgatója, 1959-től haláláig a filmgyár egyik alkotócsoportjának művészeti vezetője volt.

### Magyarországi bemutatók
Néhány film magyarországi bemutatójának időpontja:
A gazdag menyasszony – 1946. augusztus, Boldog ifjúság – 1946. augusztus, Szibériai rapszódia – 1948. október, Párttagsági könyv – 1950. március, Vidám vásár – 1950. május, A félkegyelmű – 1959. február, Fehér éjszakák – 1961. szeptember. 

## Magánélet
- Pirjev első felesége Ada Vojcik (1905–1982) színésznő volt; házasságukból született fiuk, Erik Pirjev (1931–1970).
- Marina Ladinyinával, második feleségével kötött házasságuk A hűség próbája (1954) után felbomlott (Pirjev az akkor még pályakezdő színésznővel, Ljudmila Marcsenkóval kezdett viszonyt). Házasságukból született fiuk anyja vezetéknevét kapta: Andrej Ladinyin filmrendező.
- Harmadik felesége Lionella Ivanovna Szkirda (házasságkötésük, 1967 után: Lionella Pirjeva), szintén színésznő. A Távoli csillag fénye című filmben (1964) már főszerepet kapott Pirjevtől, majd a Karamazov testvérekben Grusenyka szerepét alakította. Férje halála után Oleg Sztrizsenov felesége lett.

## Filmjei
- 1929 – Az idegen asszony (Посторонняя женщина)
- 1930 – Állami hivatalnok (Государственный чиновник)
- 1933 – A halál futószalagja (Конвейер смерти / «Товар площадей») – (Forgatókönyvíró is, V. Guszevvel és Mihail Romm-mal.)
- 1936 – Párttagsági könyv (Партийный билет)
- 1937 – A gazdag menyasszony (Богатая невеста)
- 1939 – Boldog ifjúság [Traktoristák] (Трактористы)
- 1940 – A szeretett lány (Любимая девушка)
- 1941 – A pásztor csókja (Свинарка и пастух)
- 1942 – A párttitkár (Секретарь райкома) – (Társrendező Alekszandr Ptuskóval)
- 1944 – Este 6-kor háború után (В шесть часов вечера после войны)
- 1947 – Szibériai rapszódia (Сказание о земле Сибирской)
- 1949 – Vidám vásár (Кубанские казаки)
- 1951 – Békét akarunk (Мы за мир) (szovjet–NDK dok., Joris Ivens-szel)
- 1952 – Az ifjúság dala, szovjet–NDK dok.
- 1954 – A hűség próbája (Испытание верности)
- 1958 – A félkegyelmű (Идиот)  – (Forgatókönyvíró is.)
- 1959 – Fehér éjszakák (Белые ночи) Fk. is
- 1962 – Közös barátunk (Наш общий друг)
- 1964 – Távoli csillag fénye (Свет далёкой звезды) – (Forgatókönyvíró is, A. B. Csakovszkij elbeszéléséből. Bemutató: 1965)
- 1968 – A Karamazov testvérek, 1–3. rész (Братья Карамазовы) – (Forgatókönyvíró is.)